# Матіас Росс
Матіас Росс Єнсен (дан. Mathias Ross Jensen, нар. 15 січня 2001, Ольборг, Данія) — данський футболіст, центральний захисник турецького клубу «Галатасарай» та молодіжної збірної Данії.

## Ігрова кар'єра

### Клубна
Матіас Росс є вихованцем клубу «Ольборг». До його академії Матіас приєднався у віці 13-ти років. Починав грати у молодіжній команді, з якою ставав призером молодіжної першості країни.
2 вересня 2018 року у матчі проти «Раннерса» Росс дебютував на професійному рівні. Після цього футболіст зайняв постійне місце в основі. У складі «Ольборга» грав у матчах за право представляти Данію у Ліги Європи але «Ольборг» вибув з боротьби вже після першого раунду.
У січні 2019 року Росс продовжив контракт з клубом до 2023 року.
У вересні 2022 року Росс підписав чотирирічний контракт з турецьким клубом «Галатасарай».

### Збірна
У 2018 році у складі збірної Данії (U-17) Матіас Росс брав участь у юнацькій першості Європи, що проходив в Англії.

## Титули і досягнення
- Чемпіон Туреччини (1):

«Галатасарай»: 2022-23